# Anna von Nowgorod

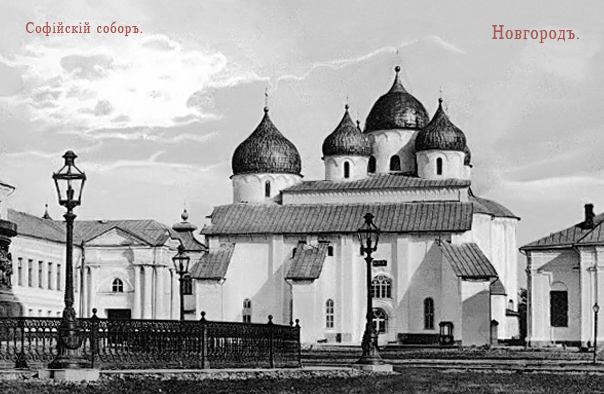
Sophienkathedrale in Nowgorod, vor 1893

Anna von Nowgorod ist eine Heilige der russisch-orthodoxen Kirche. Sie wird als Schutzheilige von Nowgorod verehrt. Der historische Hintergrund ist unsicher. Meist wird sie mit der Großfürstin Ingegerd identifiziert, der Ehefrau von Jaroslaw dem Weisen. Gedenktage sind der 10. Februar und der 4. April.

## Sarkophag
Es gibt in der Sophienkathedrale einen Sarkophag, der Anna von Nowgorod zugeordnet wird.
1939 wurde dieser geöffnet. Man fand die Überreste einer Frau „nordischen Typs“ im Alter von ungefähr 35 Jahren, mit einer Körperlänge von 1,62 Meter.

## Mögliche historische Personen
Anna wurde gemeinsam mit Wladimir von Nowgorod 1439 heiliggesprochen. Meist wird daher ein Zusammenhang zwischen beiden vermutet.
Sie könnte Anna von Nowgorod gewesen sein.

### Ingegerd
Ingegerd war die Mutter von Wladimir. Sie könnte eine Mitbegründerin der Sophienkathedrale in Nowgorod gewesen sein. Sie gründete auch das erste Frauenkloster von Kiew. Beides wären Gründe für eine Verehrung als Heilige.
Allerdings war ihr christlicher Taufname Irina.
Es gab daher die Vermutung, dass sie 1054 nach dem Tod ihres Mannes in ihr Kloster eingetreten sei und den Namen Anna angenommen habe. Das Kloster lag allerdings in Kiew. Ein neuer Name für sie wäre auch nicht nötig gewesen.
Eine intensive Beziehung zu Nowgorod ist in ihrem Leben nicht zu erkennen.
Außerdem starb sie im Alter von ungefähr 49 Jahren. Sie war also nicht die Frau im Sarkophag.
Aus alledem ergibt sich, dass Ingegerd wahrscheinlich nicht Anna von Nowgorod war.

### Die erste Frau von Jaroslaw
Auch die erste Ehefrau von Jaroslaw könnte Anna gewesen sein.
Ihr Name ist nicht bekannt, er könnte also Anna gewesen sein.
Sie lebte als Fürstin in Nowgorod.
1018 wurde sie gefangen genommen und nach Polen gebracht. Sie kann daher nicht mehr Wladimirs Mutter sein, dieser wurde erst 1020 geboren.
Von ihr sind keine möglichen Gründe für eine Heiligsprechung bekannt.
Sie war wahrscheinlich nicht identisch mit Anna von Nowgorod.

### Eine Ehefrau von Wladimir
Möglich ist auch, dass Anna eine Ehefrau von Wladimir war. Ein Name ist nicht überliefert, er könnte Anna gewesen sein.
Grund für eine Heiligsprechung könnte ihre mögliche wichtige Rolle bei der Entstehung der Sophienkathedrale gewesen sein.
Sie könnte also Anna von Nowgorod gewesen sein.

### Anna von Byzanz
Anna von Byzanz war eine Ehefrau von Wladimir dem Großen. Die Heirat mit ihr war der Grund für die Taufe von Wladimir und der Rus. Sie soll viele Kirchen in der Kiewer Rus gegründet haben.
Allerdings sind in ihrem Leben keine Beziehungen zu Nowgorod bekannt.
Sie liegt wahrscheinlich in der Sophienkathedrale in Kiew aufgebahrt.
Anna starb im Alter von ungefähr 38 Jahren.
Sie könnte Anna von Nowgorod gewesen sein. Wahrscheinlich war sie es nicht.

### Eine andere Frau
Möglich ist auch eine andere nicht bekannte Frau.
Die gemeinsame Heiligsprechung mit Wladimir muss nicht unbedingt bedeuten, dass eine Beziehung zwischen beiden bestand.

## Verehrung
1439 wurde ihre Verehrung durch Erzbischof Euphymius II. von Nowgorod bekannt gegeben.
1991 wurde Anna bei der neuen Eröffnung der Sophienkathedrale in Nowgorod den Gläubigen wieder zur Verehrung empfohlen.